# Từ Văn Chiêu
Từ Văn Chiêu (徐文昭, ? – 1802?) là một tướng lĩnh của nhà Tây Sơn trong lịch sử Việt Nam.

## Sự nghiệp

### Làm tướng trong thời loạn
Không rõ thân thế của ông. Theo lời kể trong sách Hoàng Việt long hưng chí, thì trước đây ông là Tham tán của Thái Đức Hoàng đế Nguyễn Nhạc, sau vì tư thông với ngưới thiếp của Hoàng đế, sợ bị tội bèn trốn vào Nam, theo chúa Nguyễn Phúc Ánh. Khi ấy là lúc Thái sư Bùi Đắc Tuyên vừa bị tướng Võ Văn Dũng giết chết (1795), và vị Hoàng đế trên đã mất khoảng hai năm trước (1793) .
Sau đó, ông được chúa Nguyễn phong chức Phó Vệ úy, tước Tuyển Phong hầu. Ban đầu, chúa Nguyễn định cho ông làm tướng dưới quyền của Tống Viết Phước; nhưng sau nghe lời xin của ông, chúa cho ông theo tướng Tôn Thất Hội, đi đóng giữ Diên Khánh .
Tháng 6 (âm lịch) năm 1800, chúa Nguyễn ngự tại cửa Cù Mông, chia đồn lập trại, chuẩn bị đối đầu với quân Tây Sơn. Lúc này, theo sự điều động của chúa, Từ Văn Chiêu đến làm thuộc hạ của tướng Nguyễn Huỳnh Đức. Nhưng chẳng bao lâu sau, vì có mối bất hòa với tướng Tống Viết Phước từ trước, nên khi nghe tướng Tây Sơn là Võ Văn Dũng vừa đem lực lượng binh thuyền hùng hậu vào cửa Thị Nại (Quy Nhơn), Từ Văn Chiêu bèn quay trở lại với nhà Tây Sơn . Kể từ đó, ông chỉ huy đánh nhiều trận gây thiệt hại lớn cho quân Nguyễn. Ngay cả danh tướng Tống Viết Phước cũng bị bại trận dưới tay ông hai lần.
Lần thứ nhất xảy ra sau trận thủy chiến ở đầm Thị Nại vào năm Tân Dậu (1801). Theo sử liệu thì lúc bấy giờ, Tống Viết Phước đang đóng quân ở Càn Dương. Một hôm, Từ Văn Chiêu đem quân Tây Sơn đến đánh úp đồn của Viết Phước, giết chết Vệ uý Trần Văn Xung ở chợ Chánh Lộc. Tức giận, tướng Phước tổ chức phản công, đuổi quân Tây Sơn chạy đến Thạch Cốc ở Phù Mỹ. Nhà sử học Tạ Chí Đại Trường kể: 
"Phúc (Phước) rủi gặp kẻ thù. Đô đốc Từ Văn Chiêu vẫn hậm hực về tiếng gọi "hàng tướng" của Phúc, có dịp để trả thù bằng một trận phục binh chiến thắng lớn lao. Phó Đô thống chế Phạm Văn Cơ, Vệ uý Nguyễn Văn Tri bị bắt, hai Vệ uý Hoàng Phúc Bảo, Hoàng Văn Tứ bị giết khiến Phúc phải bỏ quân chạy về Thi Nại. Như vậy rõ ràng chiến thắng thủy trận mới đó (ý nói trận Thị Nại, 1801) chưa đủ làm điên đảo Tây Sơn trên bộ"...
Lần thứ hai xảy ra sau tháng 5 âl năm 1801, tức thời điểm chúa Nguyễn vừa đoạt xong Phú Xuân. Theo sử liệu thì lúc bấy giờ chúa Nguyễn bèn lệnh cho Tống Viết Phước đem quân thủy, Lê Văn Duyệt và Lê Chất đem quân bộ, chia đường vào cứu thành Bình Định. Biết được, Trần Quang Diệu cho Đô đốc Nguyễn Văn Khôn và Tham đốc Hồ Văn Tự dẫn quân đi ngăn cản. Song, liệu bề chống không lại, hai viên tướng trên liền cho quân tháo lui. Thừa thế, Tống Viết Phước đưa quân thủy vượt bến Tân Quan, vào đến Phúc Cốc (Hang Dơi), nhưng bất ngờ bị phục binh. Tống Viết Phước ra sức chống cự nhưng không địch nổi, bị tướng Tây Sơn là Từ Văn Chiêu bắt sống. Theo sách Hoàng Việt long hưng chí, thì ngay sau đó ông bị Từ Văn Chiêu chém đầu vì thù riêng .
Đề cập đến sự kiện này, Tạ Chí Đại Trường kể: 
"Nguyễn Ánh sai Lê Văn Duyệt, Lê Chất, Tống Viết Phúc (Phước) đánh vào. Đến Trà Khúc, Phúc lập được công lớn: đánh bắt Đô đốc Nguyễn Văn Khôn, Tham đốc Hồ Văn Tự cùng 3.000 quân. Nhưng ông rủi ro lại gặp kẻ thù: viên tướng do Trần Quang Diệu phái ra với Đại Đô đốc Lê Danh Phong (sau ra hàng) lại là Từ Văn Chiêu, nên đã phục binh giết chết Phúc, ngăn hẳn con đường tiến quân của Duyệt, Chất"...

### Bị bắt sống
Tháng 3 (âm lịch) năm 1802, Trần Quang Diệu và Võ Văn Dũng được tin quân Tây Sơn thua ở Trấn Ninh, liệu bề chống không nổi, hai ông bèn cùng với một số tướng lĩnh khác, trong đó có Từ Văn Chiêu, bỏ thành Bình Định tìm đường ra Bắc. Họ dẫn quân đi đường thượng đạo qua Ai Lao định ra Nghệ An. Song khi ra đến châu Qui Hợp, xuống huyện Hương Sơn, thì nghe quân Nguyễn đã lấy được Nghệ An rồi, bèn đi gấp về huyện Thanh Chương... Theo sách Hoàng Việt long hưng chí, thì "bất chợt bọn Diệu gặp cánh quân do Phó Đô thống Vũ Doãn Văn và Tiền đồn chánh thống Lê Đức Vịnh chỉ huy đi tới. Trần Quang Diệu cùng các thuộc tướng là Từ Văn Chiêu, Nguyễn văn Giáp, Lê Văn Hưng, Nguyễn Văn Mân...và quân sĩ ốm đau mỏi mệt không thể giao chiến được, đành phải để quân Nam bắt sống...Thế Tổ (tức Nguyễn Phúc Ánh) sai giao bọn Quang Diệu cho Tả quân Lê Văn Duyệt giam giữ....
Tuy nhiên, theo Tạ Chí Đại Trường thì khi đến Thanh Chương, bởi "lính theo hao mòn vì thiếu ăn, bệnh tật, nên bỏ rơi tướng họ sa vào tay bọn nông dân ham tiền" .

Thực lục chép:
Phó đô thống chế Tả dinh là Võ Doãn Văn và chánh thống Tiền đồn là Lê Đức Định bắt được Thiếu phó giặc là Trần Quang Diệu ở miền thượng đạo Nghệ An.
Diệu từ Quy Nhơn đem đồ đảng chạy trốn, chui rừng lội suối, gặp các sách Man có ai ngăn giữ thì ra sức đánh gỡ mà qua, trong khoảng vài tháng lương thực cạn hết, quân lính hao tan. Đến sách Quy Hợp, chợt gặp quan quân, tướng sĩ giặc đều mỏi, không thể đánh được. Diệu bèn bị bắt. Bắt được đồ đảng là bọn Từ Văn Chiêu, Nguyễn Văn Giáp, Lê Văn Hưng, Nguyễn Văn Mân và 76 thớt voi đực. Tin thắng trận báo lên. Vua sai Lê Văn Duyệt đóng xiềng giam lại, dặn không được tự tiện giết.

Sau Văn Chiêu ốm, sai giết.